# Ostreida
Ostreida — отряд преимущественно морских двустворчатых моллюсков из подкласса Pteriomorphia. Известны в ископаемом виде.

## Анатомия
Раковины Ostreida почти всегда неровной и неправильной формы. Раковина преимущественно кальцитовая. Состоит из листоватого кальцитового внешнего слоя и внутренних кальцитовых слоев. У некоторых форм все еще может присутствовать тонкий арагонитовый слой с поперечно-пластинчатой микроструктурой. Ножка и биссус редуцируются на ранней постличиночной стадии. Замок значительно редуцирован, связка преимущественно наружная.

## Образ жизни
Ostreida в основном морские моллюски, проникающие и в солоноватые воды. Лишь одна группа заходит в пресную воду. Обычно они приклеены к субстрату или свободно лежат на дне на правой или левой створке. Сцементированные формы часто образуют крупные колонии (устричные заросли).

## Систематика
По данным World Register of Marine Species, на декабрь 2024 года отряд включает следующие надсемейства и семейства:
- Ostreoidea Rafinesque, 1815
  - Flemingostreidae Stenzel, 1971
  - Gryphaeidae Vialov, 1936
  - Ostreidae Rafinesque, 1815
- Pinnoidea Leach, 1819
  - Pinnidae Leach, 1819
- Pterioidea Gray, 1847 (1820)
  - Isognomonidae Woodring, 1925 (1828)
  - Malleidae Lamarck, 1818
  - Margaritidae Blainville, 1824
  - Pteriidae J. E. Gray, 1847 (1820)
  - Pulvinitidae Stephenson, 1941
  - Vulsellidae J. E. Gray, 1854